# Faina Kirschenbaum
Faina Kirschenbaum, (Hebreeuws: פאינה קירשנבאום) (Lviv, 27 november 1955) is een Israëlische politica van Jisrael Beeténoe ('Israël Ons Thuis').
Kirschenbaum maakte op de laatste dag van 1973 haar alia uit de toenmalige sovjetrepubliek Oekraïne. Aan het Beilinson Ziekenhuis (tegenwoordig Rabin Medisch Centrum geheten) volgde ze een opleiding tot verpleegster waarna ze aan een tweetal Engelse universiteiten een BA en MBA behaalde alsmede een certificaat vanwege een directietraining aan de Bar-Ilanuniversiteit.
Ze verhuisde in 1981 naar de Israëlische nederzetting Nili op de Westelijke Jordaanoever. Ze was aldaar gemeentesecretaris alsook lid van de regionale raad van Mateh Binyamin. Daarnaast is ze actief (geweest) als ondervoorzitter van de Israëlische tak van het Joods Wereldcongres en als bestuurslid van het museum Beit Hatfutsot over de Joodse diaspora.
Na de Israëlische parlementsverkiezingen van 2009 nam Kirschenbaum voor Jisrael Beeténoe in de 18e Knesset plaats, een positie die ze continueerde in de 19e Knesset. Vanwege een politieonderzoek naar corruptie zag zij af van een herverkiezing in de 20e Knesset in maart 2015. Van 18 maart 2013 tot 31 maart 2015 omvatten haar politieke werkzaamheden ook het ambt van staatssecretaris voor binnenlandse aangelegenheden in het kabinet-Netanyahu III.
Als Knessetlid diende ze samen met Danny Danon van Likoed in 2011 een wetsvoorstel in om Israëlische ngo's die kritisch staan tegenover de Israëlische bezetting van de Westelijke Jordaanoever en die hun financieringsbronnen ten dele in het buitenland hebben, aan een parlementair onderzoek te onderwerpen omdat een aantal van hen gelden zouden ontvangen van terroristische organisaties. Het voorstel deed in parlement en pers veel stof opwaaien en werd uiteindelijk weggestemd.
Faina Kirschenbaum is getrouwd en heeft drie kinderen.